# Retrato de una mujer joven
Retrato de una mujer joven (en neerlandés Meisjeskopje) es una obra del pintor neerlandés Johannes Vermeer realizada entre 1665 y 1667. La pintura se encuentra actualmente en el Museo Metropolitano de Arte, en la ciudad de Nueva York.
La obra fue pintada casi al mismo tiempo que la famosa obra La joven de la perla, con un estilo y tamaño idénticos. Es considerada debido a su tono y composición como una variante del cuadro de la perla. En ambas pinturas se observa a las retratadas usando un arete de perla, una bufanda cubriendo sus hombros y posando frente a un fondo negro. Es posible que el autor haya usado una cámara oscura en ambos trabajos.

## Descripción
Se representa a la modelo con una cara sencilla, con una nariz pequeña y labios delgados. La falta de belleza idealizada ha llevado a la creencia general de que este trabajo fue pintado por encargo, aunque es posible que la modelo fuera la hija de Vermeer. Es probable que Vermeer haya usado a una modelo en vivo, pero al igual que «La joven de la perla», no haya creado el trabajo como un retrato, sino como un tronie, estilo propio del barroco flamenco holandés. Tanto la pintura del arete como esta obra son inusuales para el pintor, pues carecen del llamativo fondo habitual y están enmarcadas en un negro oscuro.

## Origen y exposiciones
La pintura pudo haber sido propiedad de Pieter Claesz van Ruijven de Delft antes de 1674, y luego por su viuda, Maria de Knuijt de Delft, hasta 1681; luego su hija, Magdalena van Ruijven, hasta 1682; su viudo, Jacob Dissius, hasta 1695. Se cree que la pintura formó parte de la venta de Dissius hecha el 16 de mayo de 1696. Perteneció al Dr. Luchtmans, que la vendió en Róterdam en una subasta del 20 al 22 de abril de 1816 por 3 florines neerlandeses.
El príncipe Auguste Marie Raymond d'Arenberg, de Bruselas, fue dueño de la pintura en 1829, que mantuvo desde 1833 hasta principios de 1950. En 1959 (o 1955, según otra fuente), fue comprada en una venta privada del Príncipe d'Arenberg por el magnate petrolero Charles Wrightsman y su esposa Jayne por un monto de alrededor de 125,000 libras. En 1979, Wrightsman donó la obra al Museo Metropolitano de Arte de Nueva York en memoria del curador Theodore Rousseau, Jr.